# Típica 73
Típica 73 (creada en 1973) fue una banda de charanga y salsa de Nueva York en la década de 1970 y principios de 1980, formada por una serie de músicos de la banda del Newyorican  Ray Barretto. El término se refiere a la típica configuración "típica" de una charanga  con violín  y 73 al año de fundación del grupo.

## Biografía
La música de la Típica 73 fue notable por su estilo experimental,  fue la primera orquesta de salsa con sede en Estados Unidos que grabó en Cuba con el álbum Típica 73. En Cuba Intercambio Cultural. Típica 73 contó con varios músicos de salsa que serían famosos como solistas, entre ellos el cantante José Alberto "El Canario" y el violinista Alfredo de La Fe.
En la incipiente y pujante escena del jazz latino y la salsa de Nueva York en la década de 1970, el grupo comenzó con Johnny "Dandy" Rodríguez Jr y cuatro integrantes de la banda original de Ray Barretto incluyendo a Adalberto Santiago (todos ellos dejaron la banda de Barretto al mismo tiempo para iniciar la Típica 73 en 1972) y después de combinar el estilo conjunto percusivo (congas, timbales y bongós) con una sección de viento, la banda se convirtió en una de las más grandes estrellas del movimiento de la salsa en los EE. UU. Sin embargo, la composición de la banda terminó de forma casi totalmente diferente al inicio de la década siguiente, con varios de los miembros originales que abandonaron después de las diferencias en la década de 1970 con respecto a si la banda seguiría interpretando música típica, con Santiago y los otros tres dejándola para formar Los Kimbos. Rodríguez Jr fue el único miembro constante en la banda, él y los miembros restantes se dividirían en 1982, pero no sin un homenaje al estilo charanga, lanzando en 1980 Charangueando con la Típica 73, que incluye versiones destacadas de Tito Puente de "A dónde vas" y de Cachao "Chanchullo", entre otros. De acuerdo con Greg Prato de Allmusic Magazine, en 1995, la Típica 73 se reunió para un exitoso concierto en Puerto Rico, lo que llevó a una serie de actuaciones de cuatro años más tarde.

## Discografía

### Álbumes
- Típica 73 (1973). Inca Records
- Típica 73 Vol. 2 (1974). Inca Records
- La Candela (1975). Inca Records
- Rumba Caliente (1976). Inca Records
- Las dos caras de La Típica (1977). Inca Records
- Salsa Encendida (1978). Inca Records
- En Cuba Intercambio Cultural (1979). Fania Records
- Charangueando con La Típica 73 (1980). Fania Records
- En la década de los 80 (1981). Fania Records